# Coupe du monde de football des moins de 20 ans 2015
Navigation
Turquie 2013 Corée du Sud 2017
La Coupe du monde de football des moins de 20 ans 2015 est la vingtième édition de la Coupe du monde de football des moins de 20 ans et réunit 24 équipes. Elle se déroule en Nouvelle-Zélande. Le pays organisateur a été choisi par le comité exécutif de la Fédération internationale de football association (FIFA) le 3 mars 2011.

## Villes et stades
| Auckland                      | Christchurch | Dunedin | Hamilton                      |
| ----------------------------- | --- | --- | ----------------------------- |
| North Harbour Stadium         | Christchurch Stadium | Otago Stadium | Waikato Stadium               |
| 36° 43′ 37″ S, 174° 42′ 06″ E | 43° 32′ 37,32″ S, 172° 36′ 14,76″ E | 45° 52′ 09″ S, 170° 31′ 28″ E | 37° 46′ 52″ S, 175° 16′ 06″ E |
| Capacité : 25 000             | Capacité : 18 000 | Capacité : 30 748 | Capacité : 25 800             |
|                               | | |                               |
| New Plymouth                  | [[Fichier:New Zealand location map.svg\|400px\|{{#if:\|{{{alt}}}\|Coupe du monde de football des moins de 20 ans 2015 est dans la page Nouvelle-Zélande .]]Auckland Christchurch Dunedin Hamilton New Plymouth Wellington Whangarei Coupe du monde de football des moins de 20 ans 2015 (Nouvelle-Zélande) | [[Fichier:New Zealand location map.svg\|400px\|{{#if:\|{{{alt}}}\|Coupe du monde de football des moins de 20 ans 2015 est dans la page Nouvelle-Zélande .]]Auckland Christchurch Dunedin Hamilton New Plymouth Wellington Whangarei Coupe du monde de football des moins de 20 ans 2015 (Nouvelle-Zélande) | Wellington                    |
| Stadium Taranaki              | [[Fichier:New Zealand location map.svg\|400px\|{{#if:\|{{{alt}}}\|Coupe du monde de football des moins de 20 ans 2015 est dans la page Nouvelle-Zélande .]]Auckland Christchurch Dunedin Hamilton New Plymouth Wellington Whangarei Coupe du monde de football des moins de 20 ans 2015 (Nouvelle-Zélande) | [[Fichier:New Zealand location map.svg\|400px\|{{#if:\|{{{alt}}}\|Coupe du monde de football des moins de 20 ans 2015 est dans la page Nouvelle-Zélande .]]Auckland Christchurch Dunedin Hamilton New Plymouth Wellington Whangarei Coupe du monde de football des moins de 20 ans 2015 (Nouvelle-Zélande) | Wellington Regional Stadium   |
| 39° 04′ 13″ S, 174° 03′ 54″ E | [[Fichier:New Zealand location map.svg\|400px\|{{#if:\|{{{alt}}}\|Coupe du monde de football des moins de 20 ans 2015 est dans la page Nouvelle-Zélande .]]Auckland Christchurch Dunedin Hamilton New Plymouth Wellington Whangarei Coupe du monde de football des moins de 20 ans 2015 (Nouvelle-Zélande) | [[Fichier:New Zealand location map.svg\|400px\|{{#if:\|{{{alt}}}\|Coupe du monde de football des moins de 20 ans 2015 est dans la page Nouvelle-Zélande .]]Auckland Christchurch Dunedin Hamilton New Plymouth Wellington Whangarei Coupe du monde de football des moins de 20 ans 2015 (Nouvelle-Zélande) | 41° 16′ 23″ S, 174° 47′ 09″ E |
| Capacité : 26 000             | [[Fichier:New Zealand location map.svg\|400px\|{{#if:\|{{{alt}}}\|Coupe du monde de football des moins de 20 ans 2015 est dans la page Nouvelle-Zélande .]]Auckland Christchurch Dunedin Hamilton New Plymouth Wellington Whangarei Coupe du monde de football des moins de 20 ans 2015 (Nouvelle-Zélande) | [[Fichier:New Zealand location map.svg\|400px\|{{#if:\|{{{alt}}}\|Coupe du monde de football des moins de 20 ans 2015 est dans la page Nouvelle-Zélande .]]Auckland Christchurch Dunedin Hamilton New Plymouth Wellington Whangarei Coupe du monde de football des moins de 20 ans 2015 (Nouvelle-Zélande) | Capacité : 36 000             |
|                               | [[Fichier:New Zealand location map.svg\|400px\|{{#if:\|{{{alt}}}\|Coupe du monde de football des moins de 20 ans 2015 est dans la page Nouvelle-Zélande .]]Auckland Christchurch Dunedin Hamilton New Plymouth Wellington Whangarei Coupe du monde de football des moins de 20 ans 2015 (Nouvelle-Zélande) | [[Fichier:New Zealand location map.svg\|400px\|{{#if:\|{{{alt}}}\|Coupe du monde de football des moins de 20 ans 2015 est dans la page Nouvelle-Zélande .]]Auckland Christchurch Dunedin Hamilton New Plymouth Wellington Whangarei Coupe du monde de football des moins de 20 ans 2015 (Nouvelle-Zélande) |                               |
| Whangarei                     | [[Fichier:New Zealand location map.svg\|400px\|{{#if:\|{{{alt}}}\|Coupe du monde de football des moins de 20 ans 2015 est dans la page Nouvelle-Zélande .]]Auckland Christchurch Dunedin Hamilton New Plymouth Wellington Whangarei Coupe du monde de football des moins de 20 ans 2015 (Nouvelle-Zélande) | [[Fichier:New Zealand location map.svg\|400px\|{{#if:\|{{{alt}}}\|Coupe du monde de football des moins de 20 ans 2015 est dans la page Nouvelle-Zélande .]]Auckland Christchurch Dunedin Hamilton New Plymouth Wellington Whangarei Coupe du monde de football des moins de 20 ans 2015 (Nouvelle-Zélande) |                               |
| Northland Events Centre       | [[Fichier:New Zealand location map.svg\|400px\|{{#if:\|{{{alt}}}\|Coupe du monde de football des moins de 20 ans 2015 est dans la page Nouvelle-Zélande .]]Auckland Christchurch Dunedin Hamilton New Plymouth Wellington Whangarei Coupe du monde de football des moins de 20 ans 2015 (Nouvelle-Zélande) | [[Fichier:New Zealand location map.svg\|400px\|{{#if:\|{{{alt}}}\|Coupe du monde de football des moins de 20 ans 2015 est dans la page Nouvelle-Zélande .]]Auckland Christchurch Dunedin Hamilton New Plymouth Wellington Whangarei Coupe du monde de football des moins de 20 ans 2015 (Nouvelle-Zélande) |                               |
| 35° 44′ 03″ S, 174° 19′ 46″ E | [[Fichier:New Zealand location map.svg\|400px\|{{#if:\|{{{alt}}}\|Coupe du monde de football des moins de 20 ans 2015 est dans la page Nouvelle-Zélande .]]Auckland Christchurch Dunedin Hamilton New Plymouth Wellington Whangarei Coupe du monde de football des moins de 20 ans 2015 (Nouvelle-Zélande) | [[Fichier:New Zealand location map.svg\|400px\|{{#if:\|{{{alt}}}\|Coupe du monde de football des moins de 20 ans 2015 est dans la page Nouvelle-Zélande .]]Auckland Christchurch Dunedin Hamilton New Plymouth Wellington Whangarei Coupe du monde de football des moins de 20 ans 2015 (Nouvelle-Zélande) |                               |
| Capacité : 24 319             | [[Fichier:New Zealand location map.svg\|400px\|{{#if:\|{{{alt}}}\|Coupe du monde de football des moins de 20 ans 2015 est dans la page Nouvelle-Zélande .]]Auckland Christchurch Dunedin Hamilton New Plymouth Wellington Whangarei Coupe du monde de football des moins de 20 ans 2015 (Nouvelle-Zélande) | [[Fichier:New Zealand location map.svg\|400px\|{{#if:\|{{{alt}}}\|Coupe du monde de football des moins de 20 ans 2015 est dans la page Nouvelle-Zélande .]]Auckland Christchurch Dunedin Hamilton New Plymouth Wellington Whangarei Coupe du monde de football des moins de 20 ans 2015 (Nouvelle-Zélande) |                               |
|                               | [[Fichier:New Zealand location map.svg\|400px\|{{#if:\|{{{alt}}}\|Coupe du monde de football des moins de 20 ans 2015 est dans la page Nouvelle-Zélande .]]Auckland Christchurch Dunedin Hamilton New Plymouth Wellington Whangarei Coupe du monde de football des moins de 20 ans 2015 (Nouvelle-Zélande) | [[Fichier:New Zealand location map.svg\|400px\|{{#if:\|{{{alt}}}\|Coupe du monde de football des moins de 20 ans 2015 est dans la page Nouvelle-Zélande .]]Auckland Christchurch Dunedin Hamilton New Plymouth Wellington Whangarei Coupe du monde de football des moins de 20 ans 2015 (Nouvelle-Zélande) |                               |

## Qualifications
| Confédération                                     | Tournoi qualificatif                                       | Qualifié(s)                                        |
| ------------------------------------------------- | ---------------------------------------------------------- | -------------------------------------------------- |
| AFC (Asie)                                        | Coupe d'Asie - 19 ans 2014                                 | Birmanie Corée du Nord Qatar Ouzbékistan           |
| CAF (Afrique)                                     | Coupe d'Afrique des nations junior 2015                    | Mali Nigeria Ghana Sénégal                         |
| CONCACAF(Amérique du Nord, Centrale, et Caraïbes) | Championnat CONCACAF des moins de 20 ans 2015              | Honduras Mexique Panama États-Unis                 |
| CONMEBOL (Amérique du Sud)                        | Championnat des moins de 20 ans de la CONMEBOL 2015        | Argentine Brésil Colombie Uruguay                  |
| OFC (Océanie)                                     | Qualifié d'office en tant que pays hôte                    | Nouvelle-Zélande                                   |
| OFC (Océanie)                                     | Championnat d'Océanie de football des moins de 20 ans 2014 | Fidji                                              |
| UEFA (Europe)                                     | Championnat d'Europe de football des moins de 19 ans 2014  | Autriche Allemagne Hongrie Portugal Serbie Ukraine |

## Phase finale

### Phase de poules

#### Groupe A
| Rang | Équipe           | Pts | J | G | N | P | Bp | Bc | Diff |
| ---- | ---------------- | --- | - | - | - | - | -- | -- | ---- |
| 1    | Ukraine          | 7   | 3 | 2 | 1 | 0 | 9  | 0  | +9   |
| 2    | États-Unis       | 6   | 3 | 2 | 0 | 1 | 6  | 4  | +2   |
| 3    | Nouvelle-Zélande | 4   | 3 | 1 | 1 | 1 | 5  | 5  | 0    |
| 4    | Birmanie         | 0   | 3 | 0 | 0 | 3 | 2  | 13 | -11  |

#### Groupe B
| Rang | Équipe    | Pts | J | G | N | P | Bp | Bc | Diff |
| ---- | --------- | --- | - | - | - | - | -- | -- | ---- |
| 1    | Ghana     | 7   | 3 | 2 | 1 | 0 | 5  | 3  | +2   |
| 2    | Autriche  | 5   | 3 | 1 | 2 | 0 | 3  | 2  | +1   |
| 3    | Argentine | 2   | 3 | 0 | 2 | 1 | 4  | 5  | -1   |
| 4    | Panama    | 1   | 3 | 0 | 1 | 2 | 3  | 5  | -2   |

#### Groupe C
| Rang | Équipe   | Pts | J | G | N | P | Bp | Bc | Diff |
| ---- | -------- | --- | - | - | - | - | -- | -- | ---- |
| 1    | Portugal | 9   | 3 | 3 | 0 | 0 | 10 | 1  | +9   |
| 2    | Colombie | 4   | 3 | 1 | 1 | 1 | 3  | 4  | -1   |
| 3    | Sénégal  | 4   | 3 | 1 | 1 | 1 | 3  | 5  | -2   |
| 4    | Qatar    | 0   | 3 | 0 | 0 | 3 | 1  | 7  | -6   |

#### Groupe D
| Rang | Équipe  | Pts | J | G | N | P | Bp | Bc | Diff |
| ---- | ------- | --- | - | - | - | - | -- | -- | ---- |
| 1    | Serbie  | 6   | 3 | 2 | 0 | 1 | 4  | 1  | +3   |
| 2    | Uruguay | 4   | 3 | 1 | 1 | 1 | 3  | 3  | 0    |
| 3    | Mali    | 4   | 3 | 1 | 1 | 1 | 3  | 3  | 0    |
| 4    | Mexique | 3   | 3 | 1 | 0 | 2 | 2  | 5  | -3   |

#### Groupe E
| Rang | Équipe        | Pts | J | G | N | P | Bp | Bc | Diff |
| ---- | ------------- | --- | - | - | - | - | -- | -- | ---- |
| 1    | Brésil        | 9   | 3 | 3 | 0 | 0 | 9  | 3  | +6   |
| 2    | Nigeria       | 6   | 3 | 2 | 0 | 1 | 8  | 4  | +4   |
| 3    | Hongrie       | 3   | 3 | 1 | 0 | 2 | 6  | 5  | +1   |
| 4    | Corée du Nord | 0   | 3 | 0 | 0 | 3 | 1  | 12 | -11  |

#### Groupe F
| Rang | Équipe      | Pts | J | G | N | P | Bp | Bc | Diff |
| ---- | ----------- | --- | - | - | - | - | -- | -- | ---- |
| 1    | Allemagne   | 9   | 3 | 3 | 0 | 0 | 16 | 2  | +14  |
| 2    | Ouzbékistan | 3   | 3 | 1 | 0 | 2 | 6  | 7  | -1   |
| 3    | Honduras    | 3   | 3 | 1 | 0 | 2 | 5  | 11 | -6   |
| 4    | Fidji       | 3   | 3 | 1 | 0 | 2 | 4  | 11 | -7   |

#### Classement des troisièmes de groupe
Les quatre meilleurs troisièmes sont repêchés pour completer le tableau des huitièmes de finale.
| Groupe | Équipe           | Pts | J | G | N | P | Bp | Bc | Diff |
| ------ | ---------------- | --- | - | - | - | - | -- | -- | ---- |
| A      | Nouvelle-Zélande | 4   | 3 | 1 | 1 | 1 | 5  | 5  | -1   |
| D      | Mali             | 4   | 3 | 1 | 1 | 1 | 3  | 3  | 0    |
| C      | Sénégal          | 4   | 3 | 1 | 1 | 1 | 3  | 5  | -2   |
| E      | Hongrie          | 3   | 3 | 1 | 0 | 2 | 6  | 5  | +1   |
| F      | Honduras         | 3   | 3 | 1 | 0 | 2 | 5  | 11 | -6   |
| B      | Argentine        | 2   | 3 | 0 | 2 | 1 | 4  | 5  | -1   |

Critères de classification : 1) Points ; 2) Différence de buts ; 3) Nombre de buts marqués ;

En cas d'égalité pour une place qualificative : tirage au sort sous l’autorité de la FIFA.

### Tableau final
|  | Huitièmes de finale                   | Huitièmes de finale    |             |                        | Quarts de finale                      | Quarts de finale                      |          |  | Demi-finales           | Demi-finales           |  |  | Finale             | Finale             |
|  | Huitièmes de finale                   | Huitièmes de finale    |             |                        | Quarts de finale                      | Quarts de finale                      |          |  | Demi-finales           | Demi-finales           |  |  | Finale             | Finale             |
|  |                                       |                        |             |                        |                                       |                                       |          |  |                        |                        |  |  |                    |                    |
|  | 11 juin à New Plymouth                | 11 juin à New Plymouth |             |                        | 14 juin à Hamilton (Nouvelle-Zélande) | 14 juin à Hamilton (Nouvelle-Zélande) |          |  | 17 juin à Christchurch | 17 juin à Christchurch |  |  | 20 juin à Auckland | 20 juin à Auckland |
|  | 11 juin à New Plymouth                | 11 juin à New Plymouth |             |                        | 14 juin à Hamilton (Nouvelle-Zélande) | 14 juin à Hamilton (Nouvelle-Zélande) |          |  | 17 juin à Christchurch | 17 juin à Christchurch |  |  | 20 juin à Auckland | 20 juin à Auckland |
|  | Brésil                                | 0ap (5)                |             |                        | 14 juin à Hamilton (Nouvelle-Zélande) | 14 juin à Hamilton (Nouvelle-Zélande) |          |  | 17 juin à Christchurch | 17 juin à Christchurch |  |  | 20 juin à Auckland | 20 juin à Auckland |
|  | Brésil                                | 0ap (5)                |             |                        | 14 juin à Hamilton (Nouvelle-Zélande) | 14 juin à Hamilton (Nouvelle-Zélande) |          |  | 17 juin à Christchurch | 17 juin à Christchurch |  |  | 20 juin à Auckland | 20 juin à Auckland |
|  | Uruguay                               | 0 tab(4)               |             |                        | 14 juin à Hamilton (Nouvelle-Zélande) | 14 juin à Hamilton (Nouvelle-Zélande) |          |  | 17 juin à Christchurch | 17 juin à Christchurch |  |  | 20 juin à Auckland | 20 juin à Auckland |
|  | Uruguay                               | 0 tab(4)               | Brésil      | 0ap (3)                |                                       |                                       |          |  | 17 juin à Christchurch | 17 juin à Christchurch |  |  | 20 juin à Auckland | 20 juin à Auckland |
|  | 11 juin à Hamilton (Nouvelle-Zélande) |                        | Brésil      | 0ap (3)                |                                       |                                       |          |  | 17 juin à Christchurch | 17 juin à Christchurch |  |  | 20 juin à Auckland | 20 juin à Auckland |
|  |                                       | Portugal               | 0 tab(1)    |                        |                                       |                                       |          |  | 17 juin à Christchurch | 17 juin à Christchurch |  |  | 20 juin à Auckland | 20 juin à Auckland |
|  | Portugal                              | Portugal               | 0 tab(1)    | 2                      |                                       |                                       |          |  | 17 juin à Christchurch | 17 juin à Christchurch |  |  | 20 juin à Auckland | 20 juin à Auckland |
|  | Portugal                              | 14 juin à Wellington   |             | 2                      |                                       |                                       |          |  | 17 juin à Christchurch | 17 juin à Christchurch |  |  | 20 juin à Auckland | 20 juin à Auckland |
|  | Nouvelle-Zélande                      | 1                      |             |                        |                                       |                                       |          |  | 17 juin à Christchurch | 17 juin à Christchurch |  |  | 20 juin à Auckland | 20 juin à Auckland |
|  | Nouvelle-Zélande                      | 1                      | Brésil      | 5                      |                                       |                                       |          |  |                        |                        |  |  | 20 juin à Auckland | 20 juin à Auckland |
|  | 11 juin à Whangarei                   |                        | Brésil      | 5                      |                                       |                                       |          |  |                        |                        |  |  | 20 juin à Auckland | 20 juin à Auckland |
|  |                                       | Sénégal                | 0           |                        |                                       |                                       |          |  |                        |                        |  |  | 20 juin à Auckland | 20 juin à Auckland |
|  | Autriche                              | Sénégal                | 0           | 0                      |                                       |                                       |          |  |                        |                        |  |  | 20 juin à Auckland | 20 juin à Auckland |
|  | Autriche                              | 17 juin à Auckland     |             | 0                      |                                       |                                       |          |  |                        |                        |  |  | 20 juin à Auckland | 20 juin à Auckland |
|  | Ouzbékistan                           | 2                      |             |                        |                                       |                                       |          |  |                        |                        |  |  | 20 juin à Auckland | 20 juin à Auckland |
|  | Ouzbékistan                           | 2                      | Ouzbékistan | 0                      |                                       |                                       |          |  |                        |                        |  |  | 20 juin à Auckland | 20 juin à Auckland |
|  | 10 juin à Auckland                    |                        | Ouzbékistan | 0                      |                                       |                                       |          |  |                        |                        |  |  | 20 juin à Auckland | 20 juin à Auckland |
|  |                                       | Sénégal                | 1           |                        |                                       |                                       |          |  |                        |                        |  |  | 20 juin à Auckland | 20 juin à Auckland |
|  | Ukraine                               | Sénégal                | 1           | 1ap (1)                |                                       |                                       |          |  |                        |                        |  |  | 20 juin à Auckland | 20 juin à Auckland |
|  | Ukraine                               | 14 juin à Auckland     |             | 1ap (1)                |                                       |                                       |          |  |                        |                        |  |  | 20 juin à Auckland | 20 juin à Auckland |
|  | Sénégal                               | 1 tab(3)               |             |                        |                                       |                                       |          |  |                        |                        |  |  | 20 juin à Auckland | 20 juin à Auckland |
|  | Sénégal                               | 1 tab(3)               | Brésil      | 1                      |                                       |                                       |          |  |                        |                        |  |  |                    |                    |
|  | 10 juin à Wellington                  |                        | Brésil      | 1                      |                                       |                                       |          |  |                        |                        |  |  |                    |                    |
|  |                                       | Serbie                 | 2 ap        |                        |                                       |                                       |          |  |                        |                        |  |  |                    |                    |
|  | États-Unis                            | Serbie                 | 2 ap        | 1                      |                                       |                                       |          |  |                        |                        |  |  |                    |                    |
|  | États-Unis                            |                        |             | 1                      |                                       |                                       |          |  |                        |                        |  |  |                    |                    |
|  | Colombie                              | 0                      |             |                        |                                       |                                       |          |  |                        |                        |  |  |                    |                    |
|  | Colombie                              | 0                      | États-Unis  | 0ap (5)                |                                       |                                       |          |  |                        |                        |  |  |                    |                    |
|  | 10 juin à Dunedin                     |                        | États-Unis  | 0ap (5)                |                                       |                                       |          |  |                        |                        |  |  |                    |                    |
|  |                                       | Serbie                 | 0 tab(6)    |                        |                                       |                                       |          |  |                        |                        |  |  |                    |                    |
|  | Serbie                                | Serbie                 | 0 tab(6)    | 2 ap                   |                                       |                                       |          |  |                        |                        |  |  |                    |                    |
|  | Serbie                                | 14 juin à Christchurch |             | 2 ap                   |                                       |                                       |          |  |                        |                        |  |  |                    |                    |
|  | Hongrie                               | 1                      |             |                        |                                       |                                       |          |  |                        |                        |  |  |                    |                    |
|  | Hongrie                               | 1                      | Serbie      | 2 ap                   |                                       |                                       |          |  |                        |                        |  |  |                    |                    |
|  | 10 juin à Wellington                  |                        | Serbie      | 2 ap                   |                                       |                                       |          |  |                        |                        |  |  |                    |                    |
|  |                                       | Mali                   | 1           |                        |                                       |                                       |          |  |                        |                        |  |  |                    |                    |
|  | Ghana                                 | Mali                   | 1           | 0                      |                                       |                                       |          |  |                        |                        |  |  |                    |                    |
|  | Ghana                                 |                        |             | 0                      |                                       |                                       |          |  |                        |                        |  |  |                    |                    |
|  | Mali                                  | 3                      |             | Match pour la 3e place | Match pour la 3e place                |                                       |          |  |                        |                        |  |  |                    |                    |
|  | Mali                                  | 3                      | Mali        | Match pour la 3e place | Match pour la 3e place                | 1ap (4)                               |          |  |                        |                        |  |  |                    |                    |
|  | 11 juin à Christchurch                | 11 juin à Christchurch | Mali        | 20 juin à Auckland     | 20 juin à Auckland                    | 1ap (4)                               |          |  |                        |                        |  |  |                    |                    |
|  | 11 juin à Christchurch                | 11 juin à Christchurch |             | 20 juin à Auckland     | 20 juin à Auckland                    | Allemagne                             | 1 tab(3) |  |                        |                        |  |  |                    |                    |
|  | Allemagne                             | 1                      | Sénégal     | 1                      |                                       | Allemagne                             | 1 tab(3) |  |                        |                        |  |  |                    |                    |
|  | Allemagne                             | 1                      | Sénégal     | 1                      |                                       |                                       |          |  |                        |                        |  |  |                    |                    |
|  | Nigeria                               | 0                      |             | Mali                   | 3                                     |                                       |          |  |                        |                        |  |  |                    |                    |
|  | Nigeria                               | 0                      |             | Mali                   | 3                                     |                                       |          |  |                        |                        |  |  |                    |                    |

#### Huitièmes de finale
| 10 juin 2015   | Ghana   | 0 – 3   | Mali                                      | Wellington Regional Stadium, Wellington      |                                              |
| 16:00 (UTC+12) |         | (0 – 1) | 20e Samassékou · 53e Gbakle · 81e Doumbia | Spectateurs : 2 235 Arbitrage : Gehad Grisha | Spectateurs : 2 235 Arbitrage : Gehad Grisha |
| 16:00 (UTC+12) | Rapport |         |                                           | Spectateurs : 2 235 Arbitrage : Gehad Grisha | Spectateurs : 2 235 Arbitrage : Gehad Grisha |

| 10 juin 2015   | Serbie                              | 2 – 1 ap | Hongrie   | Otago Stadium, Dunedin                              |                                                     |
| 16:00 (UTC+12) | Šaponjić 90+1e · Talabér 118e (csc) | (0 – 0)  | 57e Mervó | Spectateurs : 5 149 Arbitrage : Antonio Mateu Lahoz | Spectateurs : 5 149 Arbitrage : Antonio Mateu Lahoz |
| 16:00 (UTC+12) | Rapport                             |          |           | Spectateurs : 5 149 Arbitrage : Antonio Mateu Lahoz | Spectateurs : 5 149 Arbitrage : Antonio Mateu Lahoz |

| 10 juin 2015   | États-Unis | 1 – 0   | Colombie | Wellington Regional Stadium, Wellington    |                                            |
| 19:30 (UTC+12) | Rubin 58e  | (0 – 0) |          | Spectateurs : 6 062 Arbitrage : Ivan Bebek | Spectateurs : 6 062 Arbitrage : Ivan Bebek |
| 19:30 (UTC+12) | Rapport    |         |          | Spectateurs : 6 062 Arbitrage : Ivan Bebek | Spectateurs : 6 062 Arbitrage : Ivan Bebek |

| 10 juin 2015   | Ukraine                                  | 1 – 1 ap          | Sénégal              | North Harbour Stadium, Auckland                 |                                                 |
| 19:30 (UTC+12) | Besyedin 70e                             | (0 – 0)           | 83e Sarr             | Spectateurs : 6 905 Arbitrage : Ricardo Marques | Spectateurs : 6 905 Arbitrage : Ricardo Marques |
| 19:30 (UTC+12) | Rapport                                  |                   |                      | Spectateurs : 6 905 Arbitrage : Ricardo Marques | Spectateurs : 6 905 Arbitrage : Ricardo Marques |
| 19:30 (UTC+12) | Chumak · Kharatin · Habelok · Luchkevych | Tirs au but 1 – 3 | Sarr · Sylla · Niang | Spectateurs : 6 905 Arbitrage : Ricardo Marques | Spectateurs : 6 905 Arbitrage : Ricardo Marques |

| 11 juin 2015   | Autriche | 0 – 2   | Ouzbékistan       | Northland Events Centre, Whangarei         |                                            |
| 16:00 (UTC+12) |          | (0 – 0) | 47e 57e Khamdamov | Spectateurs : 3 964 Arbitrage : Jhon Pitti | Spectateurs : 3 964 Arbitrage : Jhon Pitti |
| 16:00 (UTC+12) | Rapport  |         |                   | Spectateurs : 3 964 Arbitrage : Jhon Pitti | Spectateurs : 3 964 Arbitrage : Jhon Pitti |

| 11 juin 2015   | Allemagne    | 1 – 0   | Nigeria | Christchurch Stadium, Christchurch               |                                                  |
| 19:30 (UTC+12) | Öztunalı 19e | (1 – 0) |         | Spectateurs : 5 288 Arbitrage : Fahad Al-Mirdasi | Spectateurs : 5 288 Arbitrage : Fahad Al-Mirdasi |
| 19:30 (UTC+12) | Rapport      |         |         | Spectateurs : 5 288 Arbitrage : Fahad Al-Mirdasi | Spectateurs : 5 288 Arbitrage : Fahad Al-Mirdasi |

| 11 juin 2015   | Portugal                | 2 – 1   | Nouvelle-Zélande | Waikato Stadium, Hamilton                       |                                                 |
| 19:30 (UTC+12) | Guzzo 24e · Martins 87e | (1 – 0) | 64e Holthusen    | Spectateurs : 10 492 Arbitrage : Kim Jong-hyeok | Spectateurs : 10 492 Arbitrage : Kim Jong-hyeok |
| 19:30 (UTC+12) | Rapport                 |         |                  | Spectateurs : 10 492 Arbitrage : Kim Jong-hyeok | Spectateurs : 10 492 Arbitrage : Kim Jong-hyeok |

| 11 juin 2015   | Brésil                                             | 0 – 0 ap          | Uruguay                                     | Stadium Taranaki, New Plymouth             |                                            |
| 19:30 (UTC+12) |                                                    | (0 – 0)           |                                             | Spectateurs : 4 358 Arbitrage : István Vad | Spectateurs : 4 358 Arbitrage : István Vad |
| 19:30 (UTC+12) | Rapport                                            |                   |                                             | Spectateurs : 4 358 Arbitrage : István Vad | Spectateurs : 4 358 Arbitrage : István Vad |
| 19:30 (UTC+12) | A. Pereira · Lucão · Danilo · Jajá · Gabriel Jesus | Tirs au but 5 – 4 | Arambarri · Amaral · Poyet · Acosta · Lemos | Spectateurs : 4 358 Arbitrage : István Vad | Spectateurs : 4 358 Arbitrage : István Vad |

#### Quarts de finale
| 14 juin 2015   | Brésil                                      | 0 – 0 ap          | Portugal                                       | Waikato Stadium, Hamilton                    |                                              |
| 13:00 (UTC+12) |                                             | (0 – 0)           |                                                | Spectateurs : 9 945 Arbitrage : Felix Zwayer | Spectateurs : 9 945 Arbitrage : Felix Zwayer |
| 13:00 (UTC+12) | Rapport                                     |                   |                                                | Spectateurs : 9 945 Arbitrage : Felix Zwayer | Spectateurs : 9 945 Arbitrage : Felix Zwayer |
| 13:00 (UTC+12) | A. Pereira · Lucão · Danilo · Gabriel Jesus | Tirs au but 3 – 1 | Rony Lopes · Guzzo · André Silva · Nuno Santos | Spectateurs : 9 945 Arbitrage : Felix Zwayer | Spectateurs : 9 945 Arbitrage : Felix Zwayer |

| 14 juin 2015   | Mali                                             | 1 – 1 ap          | Allemagne                                        | Christchurch Stadium, Christchurch                 |                                                    |
| 13:00 (UTC+12) | S. Coulibaly 58e                                 | (0 – 1)           | 38e Brandt                                       | Spectateurs : 7 007 Arbitrage : César Arturo Ramos | Spectateurs : 7 007 Arbitrage : César Arturo Ramos |
| 13:00 (UTC+12) | Rapport                                          |                   |                                                  | Spectateurs : 7 007 Arbitrage : César Arturo Ramos | Spectateurs : 7 007 Arbitrage : César Arturo Ramos |
| 13:00 (UTC+12) | Hamidou · Guindo · Koné · A. Traoré · Samassékou | Tirs au but 4 – 3 | Akpoguma · Öztunalı · Steinmann · Brandt · Stark | Spectateurs : 7 007 Arbitrage : César Arturo Ramos | Spectateurs : 7 007 Arbitrage : César Arturo Ramos |

| 14 juin 2015   | États-Unis                                                                                | 0 – 0 ap          | Serbie                                                                                     | North Harbour Stadium, Auckland                    |                                                    |
| 16:30 (UTC+12) |                                                                                           | (0 – 0)           |                                                                                            | Spectateurs : 10 826 Arbitrage : Artur Soares Dias | Spectateurs : 10 826 Arbitrage : Artur Soares Dias |
| 16:30 (UTC+12) | Rapport                                                                                   |                   |                                                                                            | Spectateurs : 10 826 Arbitrage : Artur Soares Dias | Spectateurs : 10 826 Arbitrage : Artur Soares Dias |
| 16:30 (UTC+12) | Rubin · Payne · Arriola · Hyndman · Zelalem · Soñora · Delgado · Carter-Vickers · Requejo | Tirs au but 5 – 6 | Zdjelar · Mandić · Babić · Grujić · Živković · Rajković · Antonov · Veljković · Maksimović | Spectateurs : 10 826 Arbitrage : Artur Soares Dias | Spectateurs : 10 826 Arbitrage : Artur Soares Dias |

| 14 juin 2015   | Ouzbékistan | 0 – 1   | Sénégal   | Wellington Regional Stadium, Wellington         |                                                 |
| 16:30 (UTC+12) |             | (0 – 0) | 77e Thiam | Spectateurs : 10 258 Arbitrage : Ovidiu Hațegan | Spectateurs : 10 258 Arbitrage : Ovidiu Hațegan |
| 16:30 (UTC+12) | Rapport     |         |           | Spectateurs : 10 258 Arbitrage : Ovidiu Hațegan | Spectateurs : 10 258 Arbitrage : Ovidiu Hațegan |

#### Demi-finales
| 17 juin 2015   | Brésil                                                                | 5 – 0   | Sénégal | Christchurch Stadium, Christchurch             |                                                |
| 16:00 (UTC+12) | Correa 5e (csc) · Marcos Guilherme 7e 78e · Boschilia 19e · Jorge 35e | (4 – 0) |         | Spectateurs : 9 251 Arbitrage : Daniele Orsato | Spectateurs : 9 251 Arbitrage : Daniele Orsato |
| 16:00 (UTC+12) | Rapport                                                               |         |         | Spectateurs : 9 251 Arbitrage : Daniele Orsato | Spectateurs : 9 251 Arbitrage : Daniele Orsato |

| 17 juin 2015   | Serbie                      | 2 – 1 ap | Mali     | North Harbour Stadium, Auckland                 |                                                 |
| 19:30 (UTC+12) | Živković 4e · Šaponjić 101e | (1 – 1)  | 39e Koné | Spectateurs : 10 818 Arbitrage : Mauro Vigliano | Spectateurs : 10 818 Arbitrage : Mauro Vigliano |
| 19:30 (UTC+12) | Rapport                     |          |          | Spectateurs : 10 818 Arbitrage : Mauro Vigliano | Spectateurs : 10 818 Arbitrage : Mauro Vigliano |

#### Match pour la troisième place
| 20 juin 2015   | Sénégal   | 1 – 3   | Mali                                 | North Harbour Stadium, Auckland               |                                               |
| 13:30 (UTC+12) | Wadji 64e | (0 – 0) | 74e 83e A. Traoré · 90+1e Samassékou | Spectateurs : 12 421 Arbitrage : Gehad Grisha | Spectateurs : 12 421 Arbitrage : Gehad Grisha |
| 13:30 (UTC+12) | Rapport   |         |                                      | Spectateurs : 12 421 Arbitrage : Gehad Grisha | Spectateurs : 12 421 Arbitrage : Gehad Grisha |

#### Finale
| 20 juin 2015   | Brésil         | 1 – 2 ap | Serbie                       | North Harbour Stadium, Auckland                                         |                                                                         |
| 17:00 (UTC+12) | A. Pereira 73e | (0 – 0)  | 70e Mandić · 118e Maksimović | Spectateurs : 25 317 · Arbitrage : Fahad Al-Mirdasi · Photos du match · | Spectateurs : 25 317 · Arbitrage : Fahad Al-Mirdasi · Photos du match · |
| 17:00 (UTC+12) | Rapport        |          |                              | Spectateurs : 25 317 · Arbitrage : Fahad Al-Mirdasi · Photos du match · | Spectateurs : 25 317 · Arbitrage : Fahad Al-Mirdasi · Photos du match · |

| Brésil | Serbie |

| Brésil :       |    |                   |      |       |
|                |    |                   |      |       |
| G              | 21 | Jean              |      |       |
| D              | 2  | João Pedro        |      |       |
| D              | 3  | Lucão             |      |       |
| D              | 4  | Marlon Santos     |      |       |
| D              | 16 | Jorge             |      |       |
| M              | 5  | Danilo            |      |       |
| M              | 8  | Gabriel Boschilia |      | 65e   |
| M              | 19 | Jajá              |      | 74e   |
| A              | 7  | Marcos Guilherme  |      |       |
| A              | 10 | Gabriel Jesus     |      | 90+1e |
| A              | 20 | Jean Carlos       |      |       |
| Remplaçants :  |    |                   |      |       |
| M              | 17 | Alef              | 100e | 90+1e |
| M              | 18 | Andreas Pereira   |      | 65e   |
| A              | 11 | Malcom            |      | 74e   |
| Entraîneur :   |    |                   |      |       |
| Rogério Micale |    |                   |      |       |

| Serbie :        |    |                         |      |     |
|                 |    |                         |      |     |
| G               | 1  | Predrag Rajković        |      |     |
| D               | 2  | Milan Gajić             |      |     |
| D               | 3  | Nemanja Antonov         |      |     |
| D               | 5  | Miloš Veljković         |      |     |
| D               | 6  | Srđan Babić             |      |     |
| M               | 4  | Saša Zdjelar            |      |     |
| M               | 8  | Nemanja Maksimović      |      |     |
| M               | 11 | Andrija Živković        |      |     |
| M               | 20 | Sergej Milinković-Savić |      | 82e |
| A               | 7  | Ivan Šaponjić           |      | 95e |
| A               | 9  | Staniša Mandić          |      | 76e |
| Remplaçants :   |    |                         |      |     |
| D               | 14 | Vukašin Jovanović       | 114e | 82e |
| M               | 10 | Mijat Gaćinović         |      | 76e |
| A               | 19 | Stefan Ilić             |      | 95e |
| Entraîneur :    |    |                         |      |     |
| Veljko Paunović |    |                         |      |     |

| Arbitres assistants : Abdulah Alshalwai Abu Bakar Al-Amri Quatrième arbitre : Matt Conger |

| Coupe du monde de football des moins de 20 ans 2015 Serbie 2e titre |

## Statistiques, classements et buteurs

### Classement final
Par convention, les matchs décidés durant les prolongations sont comptés comme victoires et défaites, tandis que ceux décidés aux tirs au but sont comptés comme matchs nuls.
| Place              | Équipe           | J | G | N | P | Pts | BP | BC | Diff. | Progression         |
| ------------------ | ---------------- | - | - | - | - | --- | -- | -- | ----- | ------------------- |
| Médaille d'or      | Serbie           | 7 | 5 | 1 | 1 | 16  | 10 | 4  | +6    | Vainqueur           |
| Médaille d'argent  | Brésil           | 7 | 4 | 2 | 1 | 14  | 15 | 5  | +10   | Finaliste           |
| Médaille de bronze | Mali             | 7 | 3 | 2 | 2 | 11  | 11 | 7  | +4    | Demi-finale         |
| 4                  | Sénégal          | 7 | 2 | 2 | 3 | 8   | 6  | 14 | -8    | Demi-finale         |
| 5                  | Allemagne        | 5 | 4 | 1 | 0 | 13  | 18 | 3  | +15   | Quarts de finale    |
| 6                  | Portugal         | 5 | 4 | 1 | 0 | 13  | 12 | 2  | +10   | Quarts de finale    |
| 7                  | États-Unis       | 5 | 3 | 1 | 1 | 10  | 7  | 4  | +3    | Quarts de finale    |
| 8                  | Ouzbékistan      | 5 | 2 | 0 | 3 | 6   | 8  | 8  | 0     | Quarts de finale    |
| 9                  | Ukraine          | 4 | 2 | 2 | 0 | 8   | 10 | 1  | +9    | Huitièmes de finale |
| 10                 | Ghana            | 4 | 2 | 1 | 1 | 7   | 5  | 6  | -1    | Huitièmes de finale |
| 11                 | Nigeria          | 4 | 2 | 0 | 2 | 4   | 8  | 5  | +3    | Huitièmes de finale |
| 12                 | Uruguay          | 4 | 1 | 2 | 1 | 5   | 3  | 3  | 0     | Huitièmes de finale |
| 13                 | Autriche         | 4 | 1 | 2 | 1 | 5   | 3  | 4  | -1    | Huitièmes de finale |
| 14                 | Nouvelle-Zélande | 4 | 1 | 1 | 2 | 4   | 6  | 7  | -1    | Huitièmes de finale |
| 15                 | Colombie         | 4 | 1 | 1 | 2 | 4   | 3  | 5  | -2    | Huitièmes de finale |
| 16                 | Hongrie          | 4 | 1 | 0 | 3 | 3   | 7  | 7  | 0     | Huitièmes de finale |
| 17                 | Mexique          | 3 | 1 | 0 | 2 | 3   | 2  | 5  | -3    | Premier tour        |
| 18                 | Honduras         | 3 | 1 | 0 | 2 | 3   | 5  | 11 | -6    | Premier tour        |
| 19                 | Fidji            | 3 | 1 | 0 | 2 | 3   | 4  | 11 | -7    | Premier tour        |
| 20                 | Argentine        | 3 | 0 | 2 | 1 | 2   | 4  | 5  | -1    | Premier tour        |
| 21                 | Panama           | 3 | 0 | 1 | 2 | 1   | 3  | 5  | -2    | Premier tour        |
| 22                 | Qatar            | 3 | 0 | 0 | 3 | 0   | 1  | 7  | -6    | Premier tour        |
| 23                 | Birmanie         | 3 | 0 | 0 | 3 | 0   | 2  | 13 | -11   | Premier tour        |
| 24                 | Corée du Nord    | 3 | 0 | 0 | 3 | 0   | 1  | 12 | -11   | Premier tour        |

### Nombre d'équipes par confédération et par tour
| Confédération | Phase de groupes | Huitièmes de finale | Quarts de finale | Demi-finales | Finale (dont champion) |
| ------------- | ---------------- | ------------------- | ---------------- | ------------ | ---------------------- |
| UEFA          | 6                | 6                   | 3                | 1            | 1 (1)                  |
| CONMEBOL      | 4                | 3                   | 1                | 1            | 1                      |
| CAF           | 4                | 4                   | 2                | 2            | -                      |
| CONCACAF      | 4                | 1                   | 1                | -            | -                      |
| AFC           | 4                | 1                   | 1                | -            | -                      |
| OFC           | 2                | 1                   | -                | -            | -                      |
| Total         | 24               | 16                  | 8                | 4            | 2 (1)                  |

### Récompenses
Les récompenses suivantes ont été délivrées à l'issue du tournoi.
| Ballon d'or               | Ballon d'argent         | Ballon de bronze          |
| ------------------------- | ----------------------- | ------------------------- |
| Adama Traoré              | Danilo                  | Sergej Milinković-Savić   |
| Soulier d'or              | Soulier d'argent        | Soulier de bronze         |
| Viktor Kovalenko          | Bence Mervó             | Marc Stendera             |
| 5 buts 2 passes décisives | 5 buts 0 passe décisive | 4 buts 3 passes décisives |
| Gant d'or                 |                         |                           |
| Predrag Rajković          |                         |                           |
| Prix du Fair-play         |                         |                           |
| Ukraine                   |                         |                           |

### Classement des buteurs
5 buts
- Bence Mervó
- Viktor Kovalenko

4 buts
- Marc Stendera
- Hany Mukhtar
- Adama Traoré
- André Silva

3 buts
- Niklas Stark
- Dostonbek Khamdamov

2 buts
- Ángel Correa
- Andreas Pereira
- Gabriel Boschilia
- Judivan
- Marcos Guilherme
- Iosefo Verevou
- Julian Brandt
- Grischa Prömel
- Yaw Yeboah
- Bryan Róchez
- Dieudonne Gbakle
- Diadie Samassékou
- Taiwo Awoniyi
- Saviour Godwin
- Isaac Success
- Fidel Escobar
- Ivo Rodrigues
- Nuno Santos
- Gelson Martins
- Mamadou Thiam
- Nemanja Maksimović
- Staniša Mandić
- Ivan Šaponjić
- Andrija Živković
- Artem Besyedin
- Emerson Hyndman
- Rubio Rubin
- Eldor Shomurodov
- Zabikhillo Urinboev

1 but
- Emiliano Buendía
- Giovanni Simeone
- Valentin Grubeck
- Bernd Gschweidl
- Danilo
- Gabriel Jesus
- Jean Carlos
- Jorge
- Léo Pereira
- Rafael Santos Borré
- João Rodriguez
- Alexis Zapata
- Saula Waqa
- Kevin Akpoguma
- Levin Öztunalı
- Marvin Stefaniak
- Clifford Aboagye
- Emmanuel Boateng
- Benjamin Tetteh
- Kevin Álvarez
- Jhow Benavidez
- Dávid Forgács
- Zsolt Kalmár
- Souleymane Coulibaly
- Aboubacar Doumbia
- Youssouf Koné
- Kevin Gutiérrez
- Hirving Lozano
- Yan Naing Oo
- Aung Thu
- Noah Billingsley
- Sam Brotherton
- Stuart Holthusen
- Clayton Lewis
- Monty Patterson
- Joel Stevens
- Kingsley Sokari
- Musa Yahaya
- Choe Ju-song
- Jhamal Rodríguez
- Raphael Guzzo
- João Vigário
- Akram Afif
- Moussa Koné
- Sidy Sarr
- Alhassane Sylla
- Ibrahima Wadji
- Sergej Milinković-Savić
- Valeriy Luchkevych
- Eduard Sobol
- Roman Yaremchuk
- Paul Arriola
- Bradford Jamieson IV
- Maki Tall
- Franco Acosta
- Gastón Pereiro
- Mathías Suárez
- Mirjamol Kosimov

Source: FIFA.com